# Ніколас Грейнджер
Ніколас Грейнджер (англ. Nicholas Grainger, 3 жовтня 1994) — британський плавець.